# František Kolář
František Kolář (1. prosince 1915 Pechova Lhota – 16. července 1980 Chomutov) byl český katolický kněz, okrskový vikář lounského vikariátu a osobní děkan.

## Život
Jihočeský rodák byl na kněze vysvěcen 29. června 1941 v Praze. Po vysvěcení působil v pastoraci jako kaplan v okresech Mělník, Jičín a Semily. Od 1. září 1946 byl ustanoven administrátorem děkanského úřadu v Postoloprtech, excurrendo pak ve farnostech Bitozeves, Hradiště, Libuň a Minice. V roce 1954 byl administrátorem v Chomutově a excurrendo ve farnostech Kralupy, Krbice a Místo.
Od roku 1958 působil v Trmicích, a od roku 1961 v Jirkově. Od 1. srpna 1964 do 30. dubna 1969 byl duchovním správcem v Žatci. Zároveň se stal od 1. května 1969 okrskovým vikářem lounského vikariátu. Dne 1. května 1969 byl přeložen do Chomutova. Zároveň administroval excurrendo farnosti Křínov, Hora sv. Šebestiána a Výsluní. V roce 1970 byl jmenován kardinálem Štěpánem Trochtou biskupským notářem s právem nosit prsten. Kolář zůstal v Chomutově až do 16. července 1980, kdy ve věku 64 let zemřel. Poslední rozloučení s ním se v Chomutově konalo 23. července 1980. Následujícího dne byly jeho ostatky pohřbeny v rodné farnosti v Kovářově u Milevska.